# Totò nella luna
Totò nella luna (pt Totó na Lua) é um filme italiano de 1958 dirigido por Steno.

## Sinopse
O paquete Achille Paoloni trabalha na editora de Pasquale Belafronte e escreveu um romance de ficção científica, que espera em vão que seja publicado pelo patrão. Enquanto isso cientistas americanos descobrem que existe no sangue de Achille uma substância adequada para voos espaciais. Quando dois agentes do FBI se apresentam na editora para propor a Achille participar numa missão espacial, este pensa que são representantes de uma editora interessada no seu romance. O patrão Pasquale, tomando conhecimento do facto, cobre de insultos o pobre Achille e propõe-se publicar ele mesmo o romance e conceder-lhe a mão da sua filha Lidia. Mas depressa descobre que os americanos não estão interessados no livro, mas no jovem em pessoa e têm a concorrência de uma potência estrangeira, liderada pelo misterioso cientista alemão Von Braut e da bela espia Tatiana. Mas os planos das potências rivais são dificultadas por extraterrestres que querem evitar por todos os meios a conquista do espaço pelos terrestres.

## Elenco
- Totò: Pasquale Belafronte
- Ugo Tognazzi: Achille
- Luciano Salce: Von Braut
- Sandra Milo: Tatiana
- Sylva Koscina: Lidia, la figlia
- Agostino Salvietti: l'amministratore
- Renato Tontini: Vladimiro
- Giacomo Furia: il commendatore Bardi
- Jim Dolen: O'Connor
- Richard Mc Namara: Campbell
- Anna Maria di Giulio: Teodolinda Cancellotti (alias Doris Isgrid)
- Francesco Mulè: il vigile urbano
- Ignazio Leone: un poliziotto